# Cristapseudes omercooperi
Cristapseudes omercooperi is een naaldkreeftjessoort uit de familie van de Kalliapseudidae. De wetenschappelijke naam van de soort is voor het eerst geldig gepubliceerd in 1954 door Larwood.